# Michalīs Perrakīs
Michalīs Perrakīs (in greco Μιχάλης Περράκης?; Atene, 15 marzo 1984) è un ex cestista greco.